# Aire d'attraction de Sablé-sur-Sarthe
L'aire d'attraction de Sablé-sur-Sarthe est un zonage d'étude défini par l'Insee pour caractériser l’influence de la commune de Sablé-sur-Sarthe sur les communes environnantes. Publiée en octobre 2020, elle se substitue à l'aire urbaine de Sablé-sur-Sarthe, qui comportait 20 communes dans le dernier zonage qui remontait à 2010.

## Définition
L'aire d'attraction d'une ville est composée d’un pôle, défini à partir de critères de population et d’emploi ainsi que d’une couronne constituée des communes dont au moins 15 % des actifs travaillent dans le pôle. Le pôle d’attraction constitue ainsi un point de convergence des déplacements domicile-travail,.

## Type et composition
L’aire d'attraction de Sablé-sur-Sarthe est une aire inter-départementale qui comporte 39 communes : 29 situées dans la Sarthe, 9 dans la Mayenne et 1 en Maine-et-Loire. 
Elle est catégorisée dans les aires de moins de 50 000 habitants, une catégorie qui regroupe 12,2 % au niveau national.

### Carte

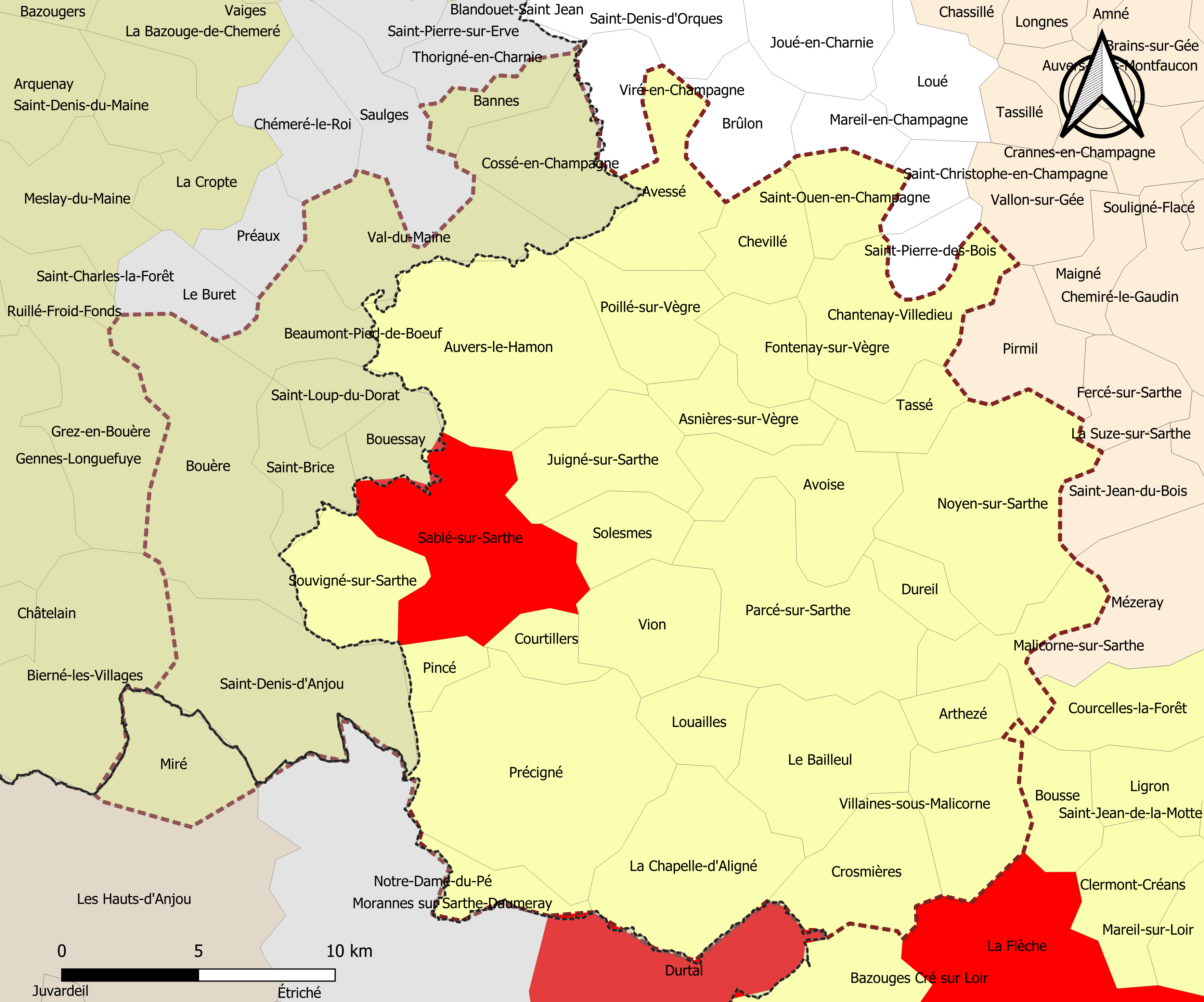
Carte de l'aire d'attraction de Sablé-sur-Sarthe.
Commune-centre
Commune de la couronne

### Composition communale
| Nom                               | Code Insee | Département    | Statut                 | Superficie (km2) | Population (dernière pop. légale) | Densité (hab./km2) | Modifier                                    |
| --------------------------------- | ---------- | -------------- | ---------------------- | ---------------- | --------------------------------- | ------------------ | ------------------------------------------- |
| Sablé-sur-Sarthe (commune-centre) | 72264      | Sarthe         | commune-centre         | 36,92            | 12 194 (2022)                     | 330                | modifier les données · modifier les données |
| Arthezé                           | 72009      | Sarthe         | commune de la couronne | 8,65             | 351 (2022)                        | 41                 | modifier les données · modifier les données |
| Asnières-sur-Vègre                | 72010      | Sarthe         | commune de la couronne | 12,64            | 337 (2022)                        | 27                 | modifier les données · modifier les données |
| Auvers-le-Hamon                   | 72016      | Sarthe         | commune de la couronne | 47,83            | 1 458 (2022)                      | 30                 | modifier les données · modifier les données |
| Avessé                            | 72019      | Sarthe         | commune de la couronne | 18,72            | 335 (2022)                        | 18                 | modifier les données · modifier les données |
| Avoise                            | 72021      | Sarthe         | commune de la couronne | 24,56            | 572 (2022)                        | 23                 | modifier les données · modifier les données |
| Le Bailleul                       | 72022      | Sarthe         | commune de la couronne | 27,46            | 1 217 (2022)                      | 44                 | modifier les données · modifier les données |
| Bannes                            | 53019      | Mayenne        | commune de la couronne | 8,32             | 119 (2022)                        | 14                 | modifier les données · modifier les données |
| Beaumont-Pied-de-Bœuf             | 53027      | Mayenne        | commune de la couronne | 13,31            | 203 (2022)                        | 15                 | modifier les données · modifier les données |
| Bouère                            | 53036      | Mayenne        | commune de la couronne | 42,54            | 1 066 (2022)                      | 25                 | modifier les données · modifier les données |
| Bouessay                          | 53037      | Mayenne        | commune de la couronne | 9,34             | 718 (2022)                        | 77                 | modifier les données · modifier les données |
| Chantenay-Villedieu               | 72059      | Sarthe         | commune de la couronne | 27,74            | 816 (2022)                        | 29                 | modifier les données · modifier les données |
| La Chapelle-d'Aligné              | 72061      | Sarthe         | commune de la couronne | 33,04            | 1 725 (2022)                      | 52                 | modifier les données · modifier les données |
| Chevillé                          | 72083      | Sarthe         | commune de la couronne | 14,23            | 357 (2022)                        | 25                 | modifier les données · modifier les données |
| Cossé-en-Champagne                | 53076      | Mayenne        | commune de la couronne | 20,88            | 307 (2022)                        | 15                 | modifier les données · modifier les données |
| Courtillers                       | 72106      | Sarthe         | commune de la couronne | 7,24             | 910 (2022)                        | 126                | modifier les données · modifier les données |
| Crosmières                        | 72110      | Sarthe         | commune de la couronne | 20,45            | 993 (2022)                        | 49                 | modifier les données · modifier les données |
| Dureil                            | 72123      | Sarthe         | commune de la couronne | 7,96             | 61 (2022)                         | 7,7                | modifier les données · modifier les données |
| Fontenay-sur-Vègre                | 72136      | Sarthe         | commune de la couronne | 11,46            | 309 (2022)                        | 27                 | modifier les données · modifier les données |
| Juigné-sur-Sarthe                 | 72151      | Sarthe         | commune de la couronne | 20,66            | 1 142 (2022)                      | 55                 | modifier les données · modifier les données |
| Louailles                         | 72167      | Sarthe         | commune de la couronne | 10,49            | 703 (2022)                        | 67                 | modifier les données · modifier les données |
| Malicorne-sur-Sarthe              | 72179      | Sarthe         | commune de la couronne | 15,13            | 1 881 (2022)                      | 124                | modifier les données · modifier les données |
| Miré                              | 49205      | Maine-et-Loire | commune de la couronne | 17,73            | 1 050 (2022)                      | 59                 | modifier les données · modifier les données |
| Notre-Dame-du-Pé                  | 72232      | Sarthe         | commune de la couronne | 7,75             | 707 (2022)                        | 91                 | modifier les données · modifier les données |
| Noyen-sur-Sarthe                  | 72223      | Sarthe         | commune de la couronne | 43,58            | 2 585 (2022)                      | 59                 | modifier les données · modifier les données |
| Parcé-sur-Sarthe                  | 72228      | Sarthe         | commune de la couronne | 40,58            | 1 998 (2022)                      | 49                 | modifier les données · modifier les données |
| Pincé                             | 72236      | Sarthe         | commune de la couronne | 5,76             | 191 (2022)                        | 33                 | modifier les données · modifier les données |
| Poillé-sur-Vègre                  | 72239      | Sarthe         | commune de la couronne | 17,57            | 597 (2022)                        | 34                 | modifier les données · modifier les données |
| Précigné                          | 72244      | Sarthe         | commune de la couronne | 57,85            | 2 900 (2022)                      | 50                 | modifier les données · modifier les données |
| Saint-Brice                       | 53203      | Mayenne        | commune de la couronne | 13,23            | 524 (2022)                        | 40                 | modifier les données · modifier les données |
| Saint-Denis-d'Anjou               | 53210      | Mayenne        | commune de la couronne | 41,89            | 1 512 (2022)                      | 36                 | modifier les données · modifier les données |
| Saint-Loup-du-Dorat               | 53233      | Mayenne        | commune de la couronne | 8,29             | 335 (2022)                        | 40                 | modifier les données · modifier les données |
| Saint-Ouen-en-Champagne           | 72307      | Sarthe         | commune de la couronne | 11,20            | 238 (2022)                        | 21                 | modifier les données · modifier les données |
| Solesmes                          | 72336      | Sarthe         | commune de la couronne | 11,53            | 1 229 (2022)                      | 107                | modifier les données · modifier les données |
| Souvigné-sur-Sarthe               | 72343      | Sarthe         | commune de la couronne | 17,06            | 606 (2022)                        | 36                 | modifier les données · modifier les données |
| Tassé                             | 72347      | Sarthe         | commune de la couronne | 10,77            | 289 (2022)                        | 27                 | modifier les données · modifier les données |
| Val-du-Maine                      | 53017      | Mayenne        | commune de la couronne | 23,67            | 971 (2022)                        | 41                 | modifier les données · modifier les données |
| Villaines-sous-Malicorne          | 72377      | Sarthe         | commune de la couronne | 19,16            | 1 035 (2022)                      | 54                 | modifier les données · modifier les données |
| Vion                              | 72378      | Sarthe         | commune de la couronne | 20,04            | 1 383 (2022)                      | 69                 | modifier les données · modifier les données |